# Шевкенич Андрій Іванович
Андрі́й Іва́нович Шевке́нич (нар. 4 травня 1956) — український діяч, голова Дрогобицької районної державної адміністрації Львівської області, голова Дрогобицької районної ради. Заслужений лікар України.

## Життєпис
Здобув вищу медичну освіту. Працював лікарем-педіатром у Дрогобичі.
У 1993—2002 роках — головний лікар Дрогобицького районного територіального медичного об'єднання.
У 2002—2016 роках — завідувач (начальник) відділу охорони здоров'я виконавчого комітету Дрогобицької міської ради.
20 серпня 2018 — 9 липня 2019 року — голова Дрогобицької районної державної адміністрації Львівської області.
З 2019 до листопада 2020 року — заступник головного лікаря комунального некомерційного підприємства «Дрогобицька районна лікарня» Дрогобицької районної ради.
Член політичної партії «Європейська Солідарність».
З 23 листопада 2020 року — голова Дрогобицької районної ради.